# Costa Smeralda (Schiff)
Die Costa Smeralda ist ein Kreuzfahrtschiff der italienischen Reederei Costa Crociere. Das Schiff der Excellence-Klasse mit einer Vermessung von 185.010 BRZ wurde 2019 fertiggestellt.

## Geschichte
Im März 2015 bestellte Carnival Corporation & plc vier Schiffe bei der Meyer Werft und Meyer Turku mit Ablieferung von 2019 bis 2022 unter Vorbehalt, darunter auch die Costa Smeralda. Alle vier Schiffe wurden im Juni 2015 bestellt. Der Name Costa Smeralda wurde am 13. September 2017 bekanntgegeben, am selben Tag begann der Bau auf der Werft von Meyer Turku mit dem ersten Stahlschnitt. Die Kosten belaufen sich auf etwa 950 Mio. US-Dollar. Eine 140 Meter lange Rumpfsektion wurde auf der Neptun Werft gebaut und wurde vom 19. bis zum 24. Juni 2018 nach Turku überführt und am 26. Juni 2018 eingedockt. Am 4. Juli 2018 wurde das Schiff auf Kiel gelegt. Der Stapellauf erfolgte am 15. März 2019.
Das Schiff sollte ursprünglich im Oktober 2019 abgeliefert und am 3. November 2019 in Savona getauft werden. Die Ablieferung wurde im September 2019 zunächst auf November 2019 verschoben, die erste Kreuzfahrt sollte am 30. November 2019 beginnen. Im Oktober 2019 wurde die Ablieferung auf Dezember 2019 verschoben. Am 5. Dezember 2019 wurde das Schiff schließlich abgeliefert. Die erste Kreuzfahrt begann am 21. Dezember 2019 mit Start in Savona und den Zielen Marseille, Barcelona, Palma de Mallorca, Civitavecchia und La Spezia. Die Taufe erfolgte am 22. Februar 2020 in Savona durch Penélope Cruz.
Benannt wurde die Costa Smeralda nach der gleichnamigen Küste auf Sardinien.
Das ebenfalls für Costa Crociere gebaute Schwesterschiff Costa Toscana wurde Ende 2021 abgeliefert.

## Ausstattung
Die Costa Smeralda hat 19 Decks, davon 16 Passagierdecks und bietet in 2.612 Kabinen Platz für rund 6.518 Gäste. Sie ist damit das größte Schiff der Reederei Costa Crociere. Insgesamt verfügt die Costa Smeralda über 19 Bars, 11 Restaurants und 4 Pools. Am Design des Schiffes waren mehrere internationale Designbüros unter der Führung von Adam Tihany beteiligt. Sie sollten eine Hommage an Italien erschaffen.

## Technik
Die Costa Smeralda ist nach der AIDAnova das zweite Schiff der Helios-Klasse (auch als Excellence-Klasse bezeichnet). Die Schiffe können mit Flüssigerdgas (LNG) betrieben werden. Für Costa Crociere ist es das erste Schiff mit dieser Technik.

## Besondere Vorkommnisse
Während einer Kreuzfahrt im westlichen Mittelmeer lief die Costa Smeralda am Morgen des 30. Januar 2020 im Hafen von Civitavecchia ein. Nachdem kurz vorher bei einer an Bord befindlichen Passagierin aus China ein Verdacht auf das Coronavirus festgestellt worden war, durften weder Passagiere noch Besatzungsmitglieder das Schiff verlassen. Der Verdacht bestätigte sich nicht, die Quarantäne wurde am späten Abend aufgehoben. Das Schiff blieb außerplanmäßig einen weiteren Tag im Hafen, damit die Passagiere die Ausflüge in die nähere Umgebung und insbesondere nach Rom nachholen konnten. Der für den 31. Januar 2020 geplante Anlauf von La Spezia wurde jedoch storniert.
Am Freitag, den 22. Januar 2021, stieß die Costa Smeralda im Hafen von Savona mit einem Kran zusammen. Dabei wurde das Rettungsboot Nr. 10 stark beschädigt und aus der Konstruktion gerissen. Verletzt wurde niemand.

## Auszeichnungen
Die Costa Smeralda wurde 2023 als Finalist für den Negativpreis „Goldener Geier“ der Deutschen Umwelthilfe nominiert.

## Belege
1. ↑  Costa Smeralda delivered from Meyer Turku shipyard. 5. Dezember 2019, abgerufen am 5. Dezember 2019 (englisch).
2. ↑  RINA: Costa Smeralda. Abgerufen am 9. Dezember 2019.
3. 1 2 3 4  Costa Smeralda:Neuer Stern am Kreuzfahrt-Himmel. Archiviert vom Original (nicht mehr online verfügbar) am 25. Dezember 2019; abgerufen am 25. Dezember 2019.  Info: Der Archivlink wurde automatisch eingesetzt und noch nicht geprüft. Bitte prüfe Original- und Archivlink gemäß Anleitung und entferne dann diesen Hinweis.
4. 1 2 3  Neptun-Werft baut auf Innovation. 17. März 2018, abgerufen am 30. März 2018.
5. 1 2 3  Erstes Flüssiggas-Schiff von Costa heißt „Costa Smeralda“. In: Westdeutsche Allgemeine Zeitung. Funke Mediengruppe, 13. September 2017, abgerufen am 30. März 2018.
6. ↑  Carnival Corporation Enters into Strategic Partnerships to Add Nine Cruise Ships to its Fleet over a Four-Year Period Starting in 2019. Pressemitteilung. Carnival Corporation, 26. März 2015, abgerufen am 31. März 2018.
7. ↑  Carnival Corporation orders two cruise ships from Meyer Turku. Pressemitteilung. Meyer Turku, 15. Juni 2015, archiviert vom Original (nicht mehr online verfügbar) am 25. September 2019; abgerufen am 31. März 2018 (englisch).  Info: Der Archivlink wurde automatisch eingesetzt und noch nicht geprüft. Bitte prüfe Original- und Archivlink gemäß Anleitung und entferne dann diesen Hinweis.
8. ↑  Carnival Corporation Finalizes Contract with Meyer Werft to Build Four Next-Generation Cruise Ships. Pressemitteilung. Meyer Turku, 15. Juni 2015, abgerufen am 31. März 2018 (englisch).
9. ↑  Cruise Ship Orderbook. Cruise Industry News, abgerufen am 31. März 2018.
10. ↑  Coin Ceremony Held for Costa Smeralda in Turku. Cruise Industry News, 4. Juli 2018, abgerufen am 4. Juli 2018.
11. ↑  Der erste Blitzblank-Tank schwebt ein. Ostsee-Zeitung, 17. März 2018, abgerufen am 17. Juni 2018.
12. ↑  L’assemblage du Costa Smeralda va débuter. Mer et Marine, 6. November 2018, abgerufen am 17. Juni 2018.
13. ↑  Schiffbau: Bundesregierung setzt auf grüne Technologien. Ostsee-Zeitung, 20. Juni 2018, abgerufen am 23. Juni 2018.
14. ↑  Meyer Turku starts the hull assembly for Costa Smeralda. Pressemitteilung. Meyer Turku, 4. Juli 2018, abgerufen am 22. Oktober 2019.
15. ↑  Costa Smeralda floated out with traditional ceremonies at Meyer Turku shipyard. Pressemitteilung. 15. März 2019, abgerufen am 22. Oktober 2019.
16. ↑  Taufe der Costa Smeralda. Schiffe und Kreuzfahrten, 27. April 2018, abgerufen am 28. April 2018.
17. ↑  Meyer Turku is moving the delivery of Costa Smeralda to November. 16. September 2019, abgerufen am 30. Oktober 2019 (englisch).
18. ↑  Costa Smeralda kommt später. Schiffe und Kreuzfahrten, 16. September 2019, abgerufen am 18. Oktober 2019.
19. ↑  Meyer Turku is moving the delivery of Costa Smeralda. 29. Oktober 2019, abgerufen am 30. Oktober 2019 (englisch).
20. ↑  Penélope Cruz stars as godmother at naming ceremony of Costa Smeralda. 22. Februar 2020, abgerufen am 22. Februar 2020.
21. ↑  Costa Toscana Delivered From Meyer Turku. Cruise Industry News, 2. Dezember 2021, abgerufen am 20. Oktober 2022.
22. ↑  Die Costa Smeralda: So entstand ihr Design. In: Kreuzfahrtlotse. 15. September 2019, abgerufen am 8. August 2020 (deutsch).
23. ↑  Costa Smeralda – kein Coronavirus an Bord. Kreuzfahrt Praxis, 31. Januar 2020, abgerufen am 31. Januar 2020.
24. ↑  Costa Smeralda Lifeboat Destroyed in Incident. 22. Januar 2021, abgerufen am 23. Januar 2021 (englisch).
25. ↑  https://www.duh.de/goldenergeier/2023/